# Kriegerdenkmal Walsdorf (Idstein)
Das Kriegerdenkmal im Idsteiner Stadtteil Walsdorf erinnert an die Gefallenen des Deutsch-Französischen Krieges der Jahre 1870/71. Es steht an der Einmündung Dammweg/Bruderbergstraße.

## Beschreibung
Es handelt sich um einen Obelisken, der von einem Adler bekrönt wird. Das Denkmal besitzt ein Relief mit Lorbeerkranz und Eisernem Kreuz. Auf der Rückseite befindet sich die Inschrift: „Errichtet von dem Kriegerverein Germania zu Walsdorf 1894“. Darunter befindet sich die Inschrift: „In Treue fest / im Sturme treu / Gott war mit uns / Ihm sei die Ehre!“
Auf der linken Seite befinden sich in goldener Inschrift die 26 Namen der Kriegsteilnehmer, auf der rechten Seite sind die 25 Namen der Mitglieder des Kriegervereins eingraviert, der das Denkmal errichten ließ. Des Weiteren sind die Ortsnamen Paris, Sedan, Weißenburg und Wörth aufgeführt.
Umrahmt wird das Denkmal durch ein schmiedeeisernes Gitter.

### Urkunde im Fundament
Eingemauert im Fundament befindet sich eine Flasche, die eine Urkunde enthält. Auf ihr steht: „Der Grundstein zu diesem Denkmal wurde am 10. Juli 1894 gelegt. Das Denkmal wurde errichtet von dem Kriegerverein Germania Walsdorf zur Erinnerung an den glorreichen Feldzug 1870/71, den Gefallenen zum Gedächtnis und den Lebenden zur Nacheiferung. Ein Wahrzeichen, das noch die späteren Geschlechter Walsdorfs an die Siegestaten ihrer Vorfahren erinnert......Das Reich errungen mit deutschem Schwert, im Frieden halt es hoch und wert, dem Feinde die Stirn, dem Kameraden die Hand, das Leben, wenns sein muß, dem Vaterland. Geschehen zu Waldorf, den 10. Juli 1894. Der Vorstand des Kriegervereins Germania Walsdorf, W. Capito, Vorsitzender.“
Der damalige Bürgermeister Gustav Ochs fügte der Urkunde folgendes Schreiben bei: „Beurkunde hiermit, daß das Kriegerdenkmal, wozu heute der Grundstein gelegt wird, zur Zierde unseres alten Flecken gereicht. Der Grundstein des Denkmals wird auf Felsen gelegt und fest auf Felsen liegt auch der Grundstein des deutschen Vaterlandes. Sollte einst das Denkmal und das Vaterland von Feinden angetastet werden, so bewahrheitet folgende Worte: Mit festem Mut und starker Hand beschützen wir das Vaterland. Gustav Ochs, Bürgermeister“.

## Geschichte
In einer Versammlung vom 25. Dezember 1892 beschloss der Kriegerverein Germania Walsdorf die Errichtung eines Denkmals. Der Steinhauer Dötzel aus Camberg erhielt den Auftrag, einen Entwurf vorzustellen. Der vorgelegte Entwurf wurde am 21. Januar 1894 einstimmig gebilligt und am 10. Juli 1894 erfolgte die Grundsteinlegung. Am 31. Juli wurde das Denkmal mit Pferdefuhrwerken in Camberg abgeholt am heutigen Platz aufgestellt. Eine Feier der Enthüllung des Kriegerdenkmals fand am 5. und 6. August 1899 statt. Das Denkmal hatte 728 Mark gekostet, die der Verein aufbringen musste. Hierzu wurden Spenden gesammelt und die Einnahmen der Eröffnungsfeier zur Finanzierung genutzt. Dies reichte jedoch nicht aus. Der Verein beantragte daher einen Zuschuss der Gemeinde. Der Gemeinderat stimmte am 4. November 1895 zu, 100 Mark aus der Gemeindekasse beizutragen. Doch auch danach bestand noch ein Defizit von 60 Mark. Diese wurde bei einer Feier am Fastnachtsdienstag 1896 und durch einen Zusatzbeitrag von 1,40 Mark von jedem der 25 Mitglieder aufgebracht.